# Ģirts Ankipāns
Ģirts Ankipāns, född 29 november 1975, är en lettisk före detta ishockeyspelare. Han spelade bland annat för HK Riga 2000, HK Dinamo Minsk och Dinamo Riga. Under sin aktiva karriär var han en av stjärnorna i det lettiska ishockeylandslaget.